# Let's Talk About Love (álbum de Modern Talking)
Let's Talk About Love ("Hablemos de Amor") es el segundo álbum de la carrera de Modern Talking. Es editado en 1985 bajo el sello BMG Ariola y producido y arreglado por Dieter Bohlen. La foto de la carátula y la dirección de arte estuvo a cargo de M. Vormstein. De este álbum el sencillo Cheri Cheri Lady fue número 1 en Alemania (4 semanas). Además, fue el tercer sencillo consecutivo en alcanzar esa posición.

## Créditos
- Música: Dieter Bohlen
- Letra: Dieter Bohlen
- Cantante: Thomas Anders
- Arreglos: Dieter Bohlen
- Producción: Dieter Bohlen
- Publicación: Hansa/Hanseatic
- Distribución: BMG Records
- Dirección de Arte: Manfred Vormstein
- Diseño de Fotografía: Manfred Vormstein
- Fotografía Interiores: Fryderyk Gabowicz
- Fotografía Trasera: Gerd Tratz/Andreas Grassi

## Lista de canciones
| #   | Título                                           | Tiempo |
| --- | ------------------------------------------------ | ------ |
| 1.  | "Cheri Cheri Lady" (Dieter Bohlen)               | 3:45   |
| 2.  | "With A Little Love" (Dieter Bohlen)             | 3:33   |
| 3.  | "Wild Wild Water" (Dieter Bohlen)                | 4:17   |
| 4.  | "You're The Lady Of My Heart" (Dieter Bohlen)    | 3:18   |
| 5.  | "Just Like An Angel" (Dieter Bohlen)             | 3:13   |
| 6.  | "Heaven Will Know" (Dieter Bohlen)               | 4:01   |
| 7.  | "Love Don't Live Here Anymore" (Dieter Bohlen)   | 4:20   |
| 8.  | "Why Did You Do It Just Tonight" (Dieter Bohlen) | 4:21   |
| 9.  | "Don't Give Up" (Dieter Bohlen)                  | 3:18   |
| 10. | "Let's Talk About Love" (Dieter Bohlen)          | 3:53   |

## Charts
| Chart (1985) | Máxima Posición |
| ------------ | --------------- |
| Alemania     | 2               |
| Austria      | 4               |
| Chile        | 1               |
| España       | 1               |
| Noruega      | 3               |
| Países Bajos | 17              |
| Suecia       | 4               |
| Suiza        | 1               |
| Turquía      | 1               |